# 何曾
何曾（199年—279年1月12日），字穎考，陳國陽夏县人。三國時曹魏及西晉官員，曹魏太僕何夔之子，東漢車騎將軍何熙的玄孫。為人好學博聞，與袁侃齊名。在晉歷任太保、太傅、太宰。

## 生平

### 世襲父爵
何曾年輕時父親就逝世，何曾繼承父親陽武亭侯的爵位。曹叡仍是平原侯時，何曾就曾任平原侯文學；曹叡即位後歷任散騎侍郎、汲郡典農中郎將、給事黃門侍郎和散騎常侍。後又出任河內太守，得到有威嚴的稱譽，後又任侍中。

### 輔助司馬家
齊王曹芳繼位後，輔政的大將軍曹爽專權，架空同為輔政大臣的司馬懿。正始八年（247年），司馬懿稱病迴避曹爽，何曾亦稱病離職；正始十年（249年）司馬懿發動高平陵之變，奪得雒邑的控制權，曹爽只好交出權力，隨即遭司馬懿族滅，何曾才再上任任職。嘉平年間，任司隸校尉。當時撫軍校事尹模恃著得寵而濫權，並且積累不少不法而得的財富；朝中人人都不敢告發他，但何曾卻勇於彈劾他，告發他的不法行為，因而得到朝廷稱許。何曾又曾參與嘉平五年（253年）司馬師廢黜曹芳之事。
何曾任司隸校尉多年後遷任尚書。正元年間改任鎮北將軍、假節都督河北諸軍事。臨行時大將軍司馬昭更命兒子司馬炎和司馬攸送別數十里。後遷任征北將軍，進封潁昌鄉侯。咸熙元年（264年）三月轉任司徒，封朗陵侯。咸熙二年（265年），司馬炎繼位晉王，任命何曾為晉國丞相，加任侍中。

### 位列至公
不久何曾與裴秀和王沈等人勸司馬炎進位皇帝。同年，司馬炎受魏元帝曹奐禪讓，後任命何曾為太尉，進爵朗陵縣公，食邑一千八百戶。泰始三年（267年）任命何曾為太保，仍任侍中。泰始九年（273年）又加領司徒。咸寧二年（276年）任太傅。咸寧四年（278年），因何曾多次以年老而請求退休，司馬炎任命他為太宰，朝會可劍屐乘輿上殿，又賜錢帛。每次召見時都可以帶平時的食物和衣飾隨行，並帶二子跟隨。當年十二月丁未日（279年1月12日）何曾逝世，享年八十歲；司馬炎在朝堂以素服舉哀，又賜錢帛、棺材和陪葬衣飾。後來議論諡號時，博士秦秀根据谥法中“名與實爽曰繆，怙亂肆行曰醜”，建議何曾諡為繆醜公，司馬炎不聽從，自行賜何曾諡孝公。太康末年，兒子何劭又自己上表請改諡為元。

## 性格特徵
- 何曾曾猛烈抨擊阮籍居喪時無禮，因而在司馬昭前與阮籍對質，雖然司馬昭最終都不懲處阮籍，更希望何曾容忍阮籍，但何曾指責阮籍時都引述證據，辭理甚為懇切，令當時的人都十分敬憚他。
- 何曾從來都沒有對音樂和色情嗜好。而年老後，與妻相見都會整正衣冠，相敬如賓。
- 何曾性格豪華奢侈，帷帳、車乘和服飾都極盡綺麗。其饌餚質素更勝過王侯家，即使是皇帝在朝會以外私下接見，都不會吃宮中太官準備的菜餚，反而向何曾取食。另史載他「蒸餅不坼作十字不食」、「食日萬錢，猶曰無下箸者」，皆可見他極高要求的奢華生活。
- 何曾表面寬厚但內心容妒嫉和憎恨人，如都官從事劉享曾上奏何曾的奢侈行為，但司馬炎都以他是朝中重臣而不問罪。後來何曾辟命劉享為掾，有人勸劉享不要應命，但劉享以為何曾貴為至公，不會記私仇，最終應命。但其後何曾卻常因為小事而對劉享施杖刑。
- 何曾亦曾參與賈充的朋黨之爭，雖然何曾較賈充年長，但卑下地依附賈充勢力。有次賈充與庾純酒後爭論，並斥責賈充不敬長者和弒君。事後何曾議政時又貶抑庾純，遭到正直人士非議。

## 評論
- 《晉書》評：若夫經為帝師……何曾善其親而及其親之黨也。夏禹恭儉，殷因損益。牲牢服用，各有品章，諸侯不恒牛，命士不恒豕。禦而驕奢，其關乎治政。乘時立制，莫不由之
- 《晉書》贊：何（曾）石（苞）殊操，芳飪標奇。
- 秦秀：（何）曾驕奢過度，名被九域。
- 司馬炎：太傅明朗高亮，執心弘毅，可謂舊德老成，國之宗臣者也。
- 司馬光：何曾議武帝偷惰，取過目前，不為遠慮；知天下將亂，子孫必與其憂；何其明也！然身為僭侈，使子孫承流，卒以驕奢亡族，其明安在哉！且身為宰相，知其君之過，不以告而私語於家，非忠臣也。

## 子女

### 子
- 何劭，嗣子，官至司徒，太宰。
- 何遵，何曾庶子，何劭庶兄，官至太僕。

### 孫
- 何岐，何劭之子，嗣子。
- 何嵩，何遵之子，官至著作郎。
- 何綏，何遵之子，官至尚書，被東海王司馬越殺害。
- 何機，何遵之子，官至鄒平縣令
- 何羨，何遵之子，官至離狐縣令。